# Аржаница
Аржаница (бел. Аржаніца) — река в Белоруссии, левый приток Берёзовки. Протекает в Глубокском районе Витебской области.
Длина реки — 35 км. Площадь водосбора 130 км². Среднегодовой расход воды в устье 0,8 м³/с. Средний наклон водной поверхности 1,3 ‰.
Река берёт начало в болотах в 2 км к северо-востоку от агрогородка Крулевщина. Исток лежит на глобальном водоразделе Чёрного и Балтийского морей, чуть южнее находятся верховья Березины.
Протекает в пределах Свенцянской возвышенности. В верхнем течении протекает через небольшое озеро Чечеловское в двух километрах к юго-востоку от окраины города Глубокое. Генеральное направление течения — северо-запад, берега преимущественно безлесые.
Долина трапециевидная, её ширина от истока до озера Чечеловское 0,4—1 км, ниже 2—2,5 км. Русло в верхнем и среднем течении на протяжении 18,8 км канализировано, на неканализированных участках его ширина 12—16 м. Пойма преимущественно открытая. Река используется как водоприемник мелиоративных систем.
Именованых притоков Аржаница не имеет. Долина реки плотно заселена, на берегах реки стоит несколько деревень, крупнейшие из них Подгаи, Чечели, Хорошки, Старые и Новые Шарабаи, Гирстуны, Папшичи.
Впадает в Берёзовку южнее села Удело.